# Химично вещество
Химично вещество (или за кратко химикал) е материал с определена и постоянна химическа структура. Такива са химичните елементи и химичните съединения. Името навлиза в употреба през XVIII век.
Терминът химикал, използван от химиците, е технически термин и със строго определено значение. От друга страна думата химикал във фармацевтиката, правителствените организации и обществото като цяло включва много по-широк диапазон вещества, като смеси и най-вече материали с изкуствен произход, синтезирани и произведени от химическата промишленост. В България думата химикал се използва и за вид писалка.